# Enypia venata
Enypia venata là một loài bướm đêm trong họ Geometridae.